# Stéphane Lefebvre
Stéphane Lefebvre (ur. 16 marca 1992 w Nœux-les-Mines) – francuski kierowca rajdowy. W Rajdowych Mistrzostwach Świata w sezonie 2014 w kategorii WRC 3 i Junior WRC wygrał trzy rajdy i zdobył mistrzostwo świata. W tym samym roku w Rajdowych Mistrzostwach Europy w kategorii ERC Junior również wygrał trzy wyścigi i zdobył tytuł Mistrza Europy ERC Junior.

## Starty w Junior WRC
| Sezon | Zespół            | Samochód        | 1     | 2     | 3     | 4     | 5     | 6   | 7 | 8 | 9 | Punkty | Miejsce |
| ----- | ----------------- | --------------- | ----- | ----- | ----- | ----- | ----- | --- | - | - | - | ------ | ------- |
| 2014  | Stéphane Lefebvre | Citroën DS3 R3T | POR 1 | POL 1 | FIN 7 | DEU 1 | FRA 4 | GBR |   |   |   | 93     | 1       |

### Starty w WRC 2
| Sezon | Zespół   | Samochód       | 1 | 2       | 3      | 4         | 5          | 6      | 7      | 8         | 9      | 10        | 11      | 12        | 13              | 14 | 15 | 16 | Punkty | Miejsce |
| ----- | -------- | -------------- | - | ------- | ------ | --------- | ---------- | ------ | ------ | --------- | ------ | --------- | ------- | --------- | --------------- | -- | -- | -- | ------ | ------- |
| 2015  | PH Sport | Citroën DS3 R5 | 1 | Szwecja | Meksyk | Argentyna | Portugalia | Włochy | Polska | Finlandia | Niemcy | Australia | Francja | Hiszpania | Wielka Brytania |    |    |    | 25     | 1.      |